# بابا كندي رود
بابا كندي رود هي قرية في مقاطعة هشترود، إيران. عدد سكان هذه القرية هو 646 في سنة 2006.